# Albert Kowalow
Albert Serhijowycz Kowalow, ukr. Альберт Сергійович Ковальов (ur. 4 marca 1971 w Żdanowie, w obwodzie donieckim) – ukraiński piłkarz grający na pozycji obrońcy, a wcześniej pomocnika, trener piłkarski.

## Kariera piłkarska

### Kariera klubowa
W 1994 rozpoczął karierę piłkarską w amatorskim zespole Ahroserwis Bachmacz, skąd wkrótce przeszedł do drugoligowej Keramiki Baranówka. Potem występował w Nywie Mironówka i Łokomotywie Smiła. Na początku 1997 został zaproszony przez trenera Anatolija Sorokina do Metałurha Donieck, w którym po odejściu Kurajewa objął funkcję kapitana drużyny. Latem 2002 odszedł do Worskły Połtawa. W czerwcu 2003 debiutował w składzie Krywbasu Krzywy Róg, a podczas przerwy zimowej sezonu 2003/04 przeniósł się do Zorii Ługańsk. Latem 2005 został piłkarzem Olimpiku Donieck, w którym zakończył karierę piłkarską.

## Kariera trenerska
Po zakończeniu kariery piłkarskiej rozpoczął pracę trenerską. Najpierw pracował w sekcji selekcjonerskiej klubu Metałurh Donieck, a potem pomagał trenować młodzieżową drużynę Metałurha.

## Sukcesy i odznaczenia

### Sukcesy klubowe
- brązowy medalista Mistrzostw Ukrainy: 2002